# گروزیسکو (استان اشوی‌داشکسیه)
گروزیسکو (به لهستانی: Grodzisko) یک منطقهٔ مسکونی در لهستان است که در گمینا رادوشتسه واقع شده‌است. گروزیسکو ۴۰۰ نفر جمعیت دارد.